# (3792) Preston
(3792) Preston ist ein Asteroid des Hauptgürtels, der am 22. März 1985 vom US-amerikanischen Astronomenpaar Eugene und Carolyn Shoemaker entdeckt wurde.
Der Asteroid wurde nach dem US-amerikanischen Schriftsteller Richard Preston benannt.